# Centro per le arti dello spettacolo
Il nome Centro per le arti dello spettacolo (Performing arts center), spesso abbreviato in PAC (dall'inglese), è usato per riferirsi a:
- Uno spazio per le arti dello spettacolo multiuso che è destinato all'uso da parte di vari tipi di arti performative, tra cui danza, musica e teatro.

L'uso multiplo inteso nei centri per le arti dello spettacolo in questo senso li differenzia dalle sale da concerto, dai teatri d'opera o dai teatri unifunzionali, sebbene sia diffuso l'uso effettivo di spazi unifunzionali per usi diversi da quelli previsti. Questo tipo di spazio ha una lunga storia che si estende dal Colosseo romano e agli anfiteatri greci.
- Si tratta di un insieme di spazi performativi, o edifici separati o sotto lo stesso tetto, ciascuno spazio progettato per uno scopo specifico come musica sinfonica o musica da camera o teatro, ma multiuso nel suo insieme. La versione moderna di questo è nata solo negli anni '60.[1]

Esempi di questo tipo di PAC sono il Kennedy Center di Washington, D.C., la Sydney Opera House e il Lincoln Center di New York.

## Storia
Alcune organizzazioni di centri per le arti dello spettacolo fungono da presentatori esclusivi per eventi utilizzando le sedi all'interno del centro, ma più frequentemente affittano i loro spazi per spettacoli ad altri presentatori di arti dello spettacolo o gruppi di arti dello spettacolo, che si autopresentano. Un esempio di questa pratica è la Celebrity Series di Boston che affitta locali nel Boch Center di Boston.
Nuovi centri per le arti dello spettacolo sono emersi nell'ultima parte del XX secolo come mezzo per generare nuovi investimenti e una maggiore attività economica e, quindi, un mezzo per rivitalizzare i quartieri poiché i clienti sono attratti dai ristoranti locali e da altre attività commerciali. I PAC sono diventati un'attrazione per gli spettacoli itineranti e alla fine hanno incluso l'arte visiva nelle loro strutture. Oggi questi centri sono preziose risorse civiche che forniscono istruzione, accesso, scambio di discorsi creativi, opportunità di espressione e consapevolezza culturale.
L'origine dell'arte dello spettacolo più antica del mondo, il Nō, risale al VI e VII secolo, quando le arti dello spettacolo arrivarono in Giappone dalla Cina continentale.
A partire dal VI secolo a.C. iniziò in Grecia il periodo classico dell'arte dello spettacolo, inaugurato da poeti tragici come Sofocle. Questi poeti scrivevano commedie che, in alcuni casi, incorporavano la danza (vedi Euripide). Il Periodo ellenistico iniziò l'uso diffuso della commedia. Gran parte del quale era eseguito dal vivo in un punto centrale della comunità.
Nel 1576 il primo teatro britannico "The Theatre" fu costruito a Finsbury Fields, a Londra. Fu costruito dalla Leicester's Men, una compagnia di recitazione formata nel 1559 da membri della famiglia del Conte di Leicester.
Da allora i centri per le arti dello spettacolo sono fioriti e si trovano in comunità grandi e piccole in tutto il mondo.

## Centro Nazionale delle Arti di Kaohsiung
When the National Kaohsiung Center for the Arts opened in Taiwan in October of 2018, it became the world’s largest performing arts center under one roof. Sprawled across 35 acres within the verdant Weiwuying Metropolitan Park, the facility gives the city of Kaohsiung a dose of culture it yearned for. Designed by Dutch firm Mecanoo, the futuristic building and its undulating roof that could easily be compared to a spaceship immediately impresses upon arrival. Stepping into the plaza is like walking into a steel equivalent of a cave, where the wavy ceiling drops to the floor, carving out pathways for pedestrians, and is dotted with cutouts that afford natural sunlight to seep in.